# 아오야마 준
아오야마 준(일본어: 青山 隼, 1988년 1월 3일 ~ )는 일본의 전 축구 선수이다.

## 구단 경력
과거 나고야 그램퍼스, 세레소 오사카, 도쿠시마 보르티스, 우라와 레즈에서 활동하였다.

## 국가대표팀 경력
그는 2007년 FIFA U-20 월드컵에 참가할 일본 U-20 국가대표팀에 발탁되었으며, 3경기에 출전, 1득점을 넣었다.